# Rostocks spårvägar
Rostocks spårvägar är ett nätverk av spårvägslinjer som utgör stommen av Rostocks kollektivtrafik.  

## Historia
1881 öppnade Mecklenburgische Straßen-Eisenbahn AG de första tre spårvägslinjerna i Rostock. Spårvagnarna drogs av hästar, från början var det nio vagnar och 27 hästar. 1904 elektrifierades spårvägsnäte, och 21 spårvagnar köptes in till spårvägsnätet.
| 1881  | 1881                                                                                          |
| Linje | Linjedragning                                                                                 |
| ----- | --------------------------------------------------------------------------------------------- |
| 1     | Weißes Kreuz – Neuer Markt – Hopfenmarkt – Kröpeliner Straße – Schröderplatz – Alter Friedhof |
| 2     | Strand (Stadthafen) – Neuer Markt – Hopfenmarkt                                               |
| 3     | Schröderplatz – Augustenstraße – Neuer Markt – Hopfenmarkt                                    |

2006 öppnade spårvägstunneln under Hauptbahnhof. 

Rostocks spårvägslinjer.

## Linjenätet
Rostock har sex spårvägslinjer. 
| Linje | Linjedragning | Fordonstyp |
| ----- | --- | ---------- |
| 1     | Lichtenhagen, Mecklenburger Allee – Lütten Klein, Rügener Straße – Lütten Klein Zentrum – Thomas-Morus-Straße – Marienehe – Reutershagen – Holbeinplatz – Doberaner Platz – Lange Str. – Steintor – Dierkower Kreuz – Toitenwinkel, Hafenallee | 6N1, 6N2   |
| 2     | Reutershagen – Holbeinplatz – Doberaner Platz – Goetheplatz – Hauptbahnhof – Steintor – Dierkower Kreuz – Kurt-Schumacher-Ring | 6N1, (6N2) |
| 2     | während Baumaßnahme Goethebrücke:Reutershagen – Holbeinplatz – Doberaner Platz – Lange Str. – Steintor – Dierkower Kreuz – Kurt-Schumacher-Ring                                                                                                | 6N1, (6N2) |
| 3     | (Neuer Friedhof – Zoo –) Platz der Jugend – Parkstraße – Doberaner Platz – Goetheplatz – Hauptbahnhof – Steintor – Dierkower Kreuz – Dierkower Allee                                                                                           | 6N1        |
| 3     | während Baumaßnahme Goethebrücke:(Neuer Friedhof – Zoo –) Platz der Jugend – Parkstraße – Doberaner Platz – Lange Str. – Steintor – Dierkower Kreuz – Dierkower Allee                                                                          | 6N1        |
| 4     | Campus Südstadt – Südstadt-Center – Goetheplatz – Lange Str. – Steintor – Dierkower Kreuz – Dierkower Allee | 6N1, (6N2) |
| 4     | Campus Südstadt – Südstadt-Center – Hauptbahnhof – Steintor – Dierkower Kreuz – Dierkower Allee | 6N1, (6N2) |
| 5     | Lichtenhagen, Mecklenburger Allee – Lütten Klein Zentrum – Thomas-Morus-Straße – Marienehe – Reutershagen – Holbeinplatz – Doberaner Platz – Lange Str. – Steintor – Hauptbahnhof – Südstadt-Center – Südblick                                 | 6N1, 6N2   |
| 6     | Neuer Friedhof – Zoo – Platz der Jugend – Parkstraße – Doberaner Platz – Lange Str. – Steintor – Hauptbahnhof – Südstadt-Center – Campus Südstadt                                                                                              | 6N1        |